# ماري بالو
ماري بالو (بالإنجليزية: Mary Ballou)‏ هي مؤرخة أمريكية، ولدت في 1809، وتوفيت في 1894.